# 保陶基·费伦茨
保陶基·费伦茨（匈牙利語：Pataki Ferenc，1917年9月18日—1988年4月25日），匈牙利男子竞技体操运动员。他曾获得1948年夏季奥运会体操比赛男子团体全能铜牌。他也参加了1952年夏季奥运会。